# The Mole Song: Undercover Agent Reiji
Série
The Mole Song: Hong Kong Capriccio
(2016)
Pour plus de détails, voir Fiche technique et Distribution.
The Mole Song: Undercover Agent Reiji (土竜の唄　潜入捜査官 REIJI, Mogura no uta – sennyu sosakan: Reiji) est un film japonais réalisé par Takashi Miike, sorti en 2013. Il a pour suite The Mole Song: Hong Kong Capriccio.

## Fiche technique
- Titre : The Mole Song: Undercover Agent Reiji
- Titre original : 土竜の唄　潜入捜査官 REIJI (Mogura no uta – sennyu sosakan: Reiji)
- Réalisation : Takashi Miike
- Scénario : Kankurō Kudō d'après le manga Mogura no Uta de Noboru Takahashi
- Musique : Kōji Endō
- Photographie : Nobuyasu Kita
- Montage : Kenji Yamashita
- Production : Shigeji Maeda, Misako Saka et Juichi Uehara
- Société de production : Fuji Television Network, Shōgakukan, J Storm, Toho Company et Oriental Light and Magic
- Société de distribution : Toho Company (Japon)
- Pays :  Japon
- Genre : Action et comédie
- Durée : 130 minutes
- Dates de sortie : 
  - Italie : 15 novembre 2013 (Festival international du film de Rome)
  - Japon : 15 février 2014

## Distribution
- Tōma Ikuta : Reiji Kikukawa
- Shin'ichi Tsutsumi : Hiura
- Takashi Okamura : Issei Nekozawa
- Riisa Naka : Junna
- Takayuki Yamada
- Yusuke Kamiji : Kenta Kurokawa

## Box-office
Le film a rapporté 20,4 millions de dollars au box-office